# Ali al-Haidri
Ali al-Haidri (zm. 4 stycznia 2005 w Bagdadzie) – iracki działacz państwowy.
Był gubernatorem prowincji Bagdad i burmistrzem stolicy z nominacji władz irackich po obaleniu Saddama Husajna. Jako wysoki urzędnik administracji współpracującej z Amerykanami stał się celem zamachów terrorystów z grupy Abu Musaba az-Zarkawiego; we wrześniu 2004 przeżył zamach, ale padł ofiarą kolejnej próby zabójstwa w styczniu 2005. Był najwyższym rangą przedstawicielem władz zabitym w zamachu od śmierci przewodniczącego Tymczasowej Rady Zarządzającej Izz ad-Dina Salima w maju 2004.